# Dolnosvirská vodní elektrárna
Dolnosvirská vodní elektrárna (rusky Нижне-Свирская ГЭС ) je vodní dílo na řece Svir v Rusku. Byla postavena jako druhá vodní elektrárna podle plánu GOELRO. Pro svůj historický význam byla vyhlášena jako národní technická památka. Po svém staviteli je též nazývána jako Vodní elektrárna Genricha Osipoviče Graftia.

## Všeobecné informace
Řeka Svir je součástí vodní cesty, spojující povodí Volhy s povodím Něvy. Kromě energetického výkonu jsou tak vodní díla na řece i významnou součástí Volžsko-baltské vodní cesty. Stavba je tvořena z pravobřežní sypané hráze o celkové délce 1075 m, která se skládá z příbřežní části a řečištní složky o délce 125 m, navazující na přelivovou přehradu. Levobřežní hráz o délce 300 m spojuje přírodní ostrov s levým břehem a její součástí je jednokomorová jednocestná lodní propust o šířce 21,5 m a délce 200 m. Betonová přehrada o celkové délce 216 m je tvořena dvěma částmi s přelivovými poli o propustnosti 2075 m³/s .
V budově elektrárny, jejíž těleso je součástí zádržného systému, pracují na spádu 11 m při hltnosti 300 m3/s čtyři Kaplanovy turbíny o celkovém výkonu 99 MW. Na levém břehu bylo spolu s vodním dílem postaveno město Svirstroj.  

## Historie vodního díla
V roce 1916 vypracoval na zadání Ministerstva veřejné dopravy Ruského impéria první projekt na energetické využití řeky Svir inženýr, pozdější popularizátor vědy a autor vědecko fantastické literatury Vadim Nikolajevič Nikolskij (zastřelený v roce 1938 za kontrarevoluční přečiny). Řízením projektu byl určen profesor Ivan Vasiljevič Jegiazarov. Počet hydrotechnických děl se v pozdějších projektech lišil od tří do pěti. Energetické řešení muselo zohledňovat i skutečnost významu řeky jako významné součásti Volžsko-baltské vodní cesty. Řešením tedy muselo být i překonání prahů na řece v potřebné hloubce. V konečném plánu projektu GOELRO pro Leningradskou oblast z prosince 1920 se objevily stupně dva o převýšení 10 a 14 m. Prioritní vodní stavbou se stala elektrárna na Volchově.
Ihned po dobudováni Volchovské elektrárny v roce 1927 začala výstavba prvního stupně na řece Svir. Řízením stavby byl pověřen Genrich Osipovič Graftio, který řídil stavbu na Volchovu. V té době již byl sovětský průmysl schopen dodat Kaplanovy turbíny vlastní konstrukce, stejně jako dostatečný počet nákladních automobilů pro překonání toku řeky kamennou navážkou. Poprvé v historii vodních staveb v Rusku bylo řečiště překonáno tímto způsobem. Ruské prvenství představoval i rozvod pod napětím 220 kV. Světovou premiérou pak byla stavba vodního díla této velikosti na stlačitelném podloží, které tvořily písky a devonské jílovce. Na základě výpočtů i modelových zkoušek byla stavba elektrárny i betonové přelivové hráze uskutečněna mimo svislici ve směru proti toku vody. Konečná poloha gravitačních částí byla pak výsledkem součtu působení hmotnosti díla i tlaku vody.
První hydraulická jednotka byla uvedena do provozu 19. prosince 1933. O rok později druhá a třetí a v roce 1935 byla instalována poslední turbína z Leningradských strojíren. Stejně jako u Volchovské elektrárny i zde byly instalovány dvě malé jednotky o výkonu 2 MW. Elektrárna pracovala s výkonem 99 MW a byla pojmenována jménem stavitele jako Vodní elektrárna G.O. Graftia.
V září 1941 se vodní dílo ocitlo na hranici mezi sovětskými a finskými vojsky. Strojní zařízení bylo částečně demontována, většina zařízení však byla podminována a zničena. Obnova začala ihned v roce 1944, koncem září 1945 byl zprovozněn první agregát a 31. října proplul stavidly první konvoj lodí. V roce 1948 již elektrárna dodávala plný výkon 100 MW.

Panoráma vodního díla v roce 2017

Zkušenosti se stavbou na stlačitelných podložích byly po válce využity při budování vodních děl na dolní Volze. Na základě prvních zkušeností s konstrukcí Kaplanových turbín dodaly později Leningradské strojírny na Volhu turbíny s největší hltností na světě. Podle vzoru využití budovy elektrárny jako zadržujícího tělesa byla postavena budova Saratovské vodní elektrárny.